# Kermia punctifera
Kermia punctifera là một loài ốc biển, là động vật thân mềm chân bụng sống ở biển trong họ Conidae.